# Tell Me (鷹橋敏輝の曲)
「Tell Me」（テル・ミー）は、鷹橋敏輝（現:カルロス・トシキ）の最後のシングル。1995年5月10日に東芝EMIよりリリースされた。

## 解説
1986オメガトライブ、カルロス・トシキ&オメガトライブのボーカリストだったカルロス・トシキが鷹橋敏輝に改名してから3枚目のシングル。
「Tell Me」は自身の作曲による。『ORICON STYLE』HPでは、本作がダウンロード購入出来る。
1985年にインディーズでのデビュー・シングル、CARLOS名義「ルシア」、メジャー・デビューの1986オメガトライブ名義「君は1000%」から出発したカルロスの最後のシングルとなった。

## 収録曲
1. Tell Me
作詞：岩里祐穂、作曲：鷹橋敏輝、編曲：Achilles C. Damigos
テレビ東京『開運!なんでも鑑定団』エンディングテーマ[1][2]
2. 謎
作詞：朝野深雪、作曲：和泉常寛、編曲：松浦晃久
3. Tell Me（オリジナル・カラオケ）